# Grammem
Ett grammem är ett alternativ inom en grammatisk kategori, alltså ett värde inom ett böjningsmönster.
Den svårgripbara definitionen ovan förstås bäst genom exempel. Först behöver man förstå grammatisk kategori. Utgångspunkten är att varje språklig varietet (språk) har ordklasser, till exempel substantiv. I allmänhet gör ett språks regelsystem det obligatoriskt att, varje gång talaren använder ett ord ur en av de viktigare ordklasserna, lämna mer information utöver ordets grundbetydelse inom en eller flera begreppsliga domäner. 
Ett exempel är att inom ordklassen substantiv i språket svenska är det obligatoriskt att antingen välja en singularisform (entalsform) eller en pluralisform (flertalsform) varje gång man nämner ett substantiv. Om vi nämner substantivet ”bil” tvingas vi av standardsvenskans grammatiska regler att sätta ordet i singularis (en bil), eller i pluralis (bilar). Den begreppsliga domänen är Hur många?, och den grammatiska kategorin är numerus.
Därför är singularis och pluralis grammem inom den grammatiska kategorin numerus av standardsvenska substantiv. Man kan säga att singularis och pluralis är de två tillåtna värdena på variabeln numerus av standardsvenska substantiv.
Grammem har egenskaperna att de
1. uttrycker betydelser från samma begreppsliga domän,
2. står i komplementär distribution till varandra, och
3. vanligen uttrycks på samma sätt.[2]

Grammem uttrycks ofta med affix, till exempel komparationsändelser i svenska adjektiv:
- ful (positiv)
- fulare (komparativ)
- fulast (superlativ)

Positiv, komparativ och superlativ är de tre grammemen i den grammatiska kategorin komparation i svenska adjektiv. Grammemet positiv kännetecknas av ett nollsuffix.
Grammem tillhör en grupp av språkvetenskapliga termer som avletts med ändelsen ‐em. På liknande sätt är ett fonem ett värde inom ett språks fonologi och morfem är en enhet inom ett språks morfologi.

## Anmärkingar
1. ↑  Vi bortser från undantaget att vissa svenska substantiv inte har en synlig skillnad på entals‑ och flertalsfomerna: ett hus, flera hus.